# Hanhiluodot (ö i Mellersta Finland)
Hanhiluodot är en ö i Finland. Den ligger i sjön Muuratjärvi och i kommunen Muurame i den ekonomiska regionen  Jyväskylä ekonomiska region  och landskapet Mellersta Finland, i den södra delen av landet, 220 km norr om huvudstaden Helsingfors. Öns största längd är 70 meter i nord-sydlig riktning. Notera att namnet antyder att det är fråga om flera öar.